# 屯渓区
屯渓区（とんけい-く）は中華人民共和国安徽省黄山市に位置する市轄区。

## 行政区画
- 街道:昱東街道、昱中街道、昱西街道、老街街道
- 鎮:屯光鎮、陽湖鎮、黎陽鎮、新潭鎮、弈棋鎮

## 交通

### 航空
- 黄山屯渓国際空港

### 鉄道
- 中国鉄路総公司
  - 皖贛線
    - 黄山駅

### 道路
- 高速道路
  - 京台高速道路
  - 杭瑞高速道路
  - 黄浮高速道路
- 国道
  - G205国道